# Афанасий (Кайембе)
Епископ Афанасий (греч. Επισκόπος Αθανάσιος, англ. Athanasios Kayembe; род. 1982, Кананга) — архиерей Александрийской православной церкви, епископ Бенинский и Тоголезский (с 2024).

## Биография
Родился в 1982 году в Кананге в провинции Лулуа в Демократической Республике Конго.
Окончил миссионерскую школу «Φώς Εθνών» в Кананге, после чего проходил стажировку в университете Киншасы в области педагогики. Позднее по стрипендии Синода Элладской православной церкви учился в богословской школе Афинского университета, где получил степень бакалавра, позднее — магистра и кандидата наук по кафедре социального богословия за работу «Κιμπανγκισμός, μια Αφρικανική Θρησκεία της Λαϊκής Δημοκρατίας του Κονγκό». Свободно владеет французским, английским и греческим языками.
Митрополитом Центральноафриканским Игнатием (Манделидисом) был пострижен в монашество, а митрополитом Гвинейским Георгием (Владимиру) 29 июня 2017 года в храме святых Афанасия, Николая и Феодора в афинском районе Ано-Кипсели хиротонисан во иеродиакона, а 5 июля — иеромонаха с возведением в достоинство архимандрита. Служил миссионером в Конго и Сьерра-Леоне.
7 августа 2017 года патриархом Александрийским Феодором II был назначен директором патриаршей библиотеки в Александрии.
15 февраля 2024 года Священным синодом Александрийской православной церкви был избран для рукоположения в сан епископа Бенинского и Тоголезского.
31 марта 2024 года в храме святого Николая в Киншасе состоялась его архиерейская хиротония, которую совершили: Папа Патриарх Александрийский Феодор II, митрополит Гвинейский Георгий (Владимиру), митрополит Катангский Мелетий (Камилудис), митрополит Киншасский Феодосий (Цицивос), митрополит Канангский Харитон (Мусунгаи), епископ Джинджийский Сильвестр (Киситу), епископ Гулуский Нектарий (Кабуйе), епископ Гомcкий Тимофей (Нтумба) и епископ Константианский Косма (Таситис). 23 июня 2024 года в кафедральном соборе Святой Екатерины в Порто-Ново, столице Бенина, состоялась его интронизация.